# Аффилированное лицо
Аффили́рованное лицо́ — физическое или юридическое лицо, способное оказывать влияние на деятельность юридических и/или физических лиц, осуществляющих предпринимательскую деятельность.

## Регулирование по странам

### Великобритания
Британскому праву не известен институт аффилированных лиц. Вместо этого закон содержит понятие материнских и дочерних компаний. Оценка связи субъектов производится в зависимости от отрасли по-разному, однако обязательным является критерий контроля одной компании другой.
Прецедентная практика судов соотносит вопрос установления аффилированности со «снятием корпоративной вуали». В деле Salomon против A. Salomon & Co Ltd установлен принцип обособления ответственности конкретного юридического лица по своим обязательствам. Впоследствии сформировалось несколько исключений: нанесение вреда (дело Chandler против Cape plc), неправомерное увеличение долгов компании в предбанкротном состоянии (раздел 214 Закона о банкротстве).
Таким образом, привлечение контролирующих субъектов в Великобритании является достаточно редким случаем.

### Германия
Немецкий закон указывает, что при наличии договора о контроле между компаниями могут быть даны указания, наносящие вред зависимому обществу в интересах контролирующего общества. При отсутствии договора дача таких указаний недопустима, если не будет произведена компенсация убытков.
Установлена ответственность законных представителей контролирующей компании в отношении зависимого юридического лица (при наличии договора о контроле). В случае, если договора о контроле нет, ответственность перед зависимым лицом возлагается на контролирующую компанию и законных представителей; при определённых в законе обстоятельствах также могут быть привлечены к ответственности должностные лица коллегиальных органов управления.

### Россия

#### Аффилированность для юридических лиц
Аффилированными лицами юридического лица являются:
- член его Совета директоров (наблюдательного совета) или иного коллегиального органа управления, член его коллегиального исполнительного органа, а также лицо, осуществляющее полномочия его единоличного исполнительного органа;
- юридическое лицо, в котором данное юридическое лицо имеет право распоряжаться более чем 20 процентами общего количества голосов, приходящихся на голосующие акции либо составляющие уставный или складочный капитал вклады, доли данного юридического лица;
- если юридическое лицо является участником финансово-промышленной группы, к его аффилированным лицам также относятся члены Советов директоров (наблюдательных советов) или иных коллегиальных органов управления, коллегиальных исполнительных органов участников финансово-промышленной группы, а также лица, осуществляющие полномочия единоличных исполнительных органов участников финансово-промышленной группы;
- лица, принадлежащие к той группе лиц, к которой принадлежит данное юридическое лицо;
- лица, которые имеют право распоряжаться более чем 20 процентами общего количества голосов, приходящихся на голосующие акции либо составляющие уставный или складочный капитал вклады, доли данного юридического лица.

#### Аффилированность для физических лиц
Аффилированными лицами физического лица, осуществляющего предпринимательскую деятельность (индивидуального предпринимателя), являются:
- лица, принадлежащие к той группе лиц, к которой принадлежит данное физическое лицо;
- юридическое лицо, в котором данное физическое лицо имеет право распоряжаться более чем 20 процентами общего количества голосов, приходящихся на голосующие акции либо составляющие уставный или складочный капитал вклады, доли данного юридического лица.

### США
Понятие аффилированности содержится в разделе 2 Закона об инвестиционных компаниях 1940 года. Установлено, что аффилированным может быть признано:
- любое лицо, которое прямо или косвенно имеет в собственности, контролирует или владеет с правом голоса пятью и более процентами от всех размещенных голосующих ценных бумаг этого другого лица;
- любое лицо, пять и более процентов от всех размещённых голосующих акций которого прямо или косвенно находятся в собственности, контролируются или находятся во владении с правом голоса такого другого лица;
- любое лицо, контролирующее, контролируемое или находящееся под общим контролем этого другого лица;
- любой представитель, директор, партнёр, участник партнёрства или работник этого другого лица;
- если это другое лицо является инвестиционной компанией, любой его инвестиционный советник и любой член наблюдательного совета;
- если такое другое лицо является неинкорпорированной инвестиционной компанией, не имеющей совета директоров, его депозитарий.